# Lào
Lào, quốc hiệu là Cộng hòa Dân chủ Nhân dân Lào (tiếng Lào: ສາທາລະນະລັດ ປະຊາທິປະໄຕ ປະຊາຊົນລາວ, đã Latinh hoá: Sathalanalat Paxathipatai Paxaxon Lao, sǎːtʰáːlanalat pásáːtʰipátàj pásáːsón láːw), là một quốc gia nội lục có chủ quyền tại bán đảo Đông Dương, Đông Nam Á, giáp với Myanmar và Trung Quốc ở phía tây bắc, Việt Nam ở phía đông, Campuchia ở phía đông nam và Thái Lan ở phía tây và tây nam. Lào có nguồn gốc lịch sử và văn hóa từ Vương quốc Lan Xang.
Từ thế kỷ 13 đến thế kỷ 18, vương quốc Lan Xang tồn tại ở khu vực ngày nay là Lào và là một trung tâm thương mại trên đất liền. Năm 1707, Lan Xang phân mảnh thành ba vương quốc: Luang Prabang, Viêng Chăn và Champasak. Năm 1893, ba vương quốc này hợp nhất thành một xứ bảo hộ của Pháp trong Liên bang Đông Dương. Lào thuộc Nhật trong Chiến tranh thế giới thứ hai trước khi Pháp quay trở lại vào năm 1945. Năm 1949, Lào trở thành một quốc gia tự trị của Pháp. Năm 1953, Vương quốc Lào trở thành một quốc gia độc lập dưới Quốc vương Sisavang Vong. Từ năm 1959 đến năm 1975, Nội chiến Lào diễn ra giữa lực lượng Pathet Lào do Việt Nam Dân chủ Cộng hòa cùng Liên Xô hậu thuẫn và Vương quốc Lào do Hoa Kỳ hậu thuẫn. Năm 1975, Pathet Lào giành chiến thắng, thành lập nhà nước Cộng hòa Dân chủ Nhân dân Lào. Sau khi Liên Xô tan rã vào năm 1991, Lào tiến hành cải cách kinh tế thị trường và hội nhập quốc tế.
Chiến lược phát triển của Lào dựa trên sản xuất thủy điện, bán điện năng sang các quốc gia láng giềng, và trở thành quốc gia liên kết giao thương lục địa. Theo 1 đánh giá thì Lào là 1 trong các nền kinh tế có tốc độ tăng trưởng nhanh nhất khu vực Đông Nam Á và Thái Bình Dương. Lào là một thành viên của Hiệp định thương mại châu Á - Thái Bình Dương (APTA), Hiệp hội các quốc gia Đông Nam Á, Hội nghị cấp cao Đông Á, Cộng đồng Pháp ngữ và Tổ chức Thương mại Thế giới.

## Lịch sử

### Sơ khai
Phát hiện sọ người cổ đại trong hang Tam Pa Ling thuộc Dãy Trường Sơn tại miền bắc Lào; hộp sọ có niên đại ít nhất là 46.000 năm, là hoá thạch người hiện đại có niên đại xa nhất được phát hiện tại Đông Nam Á. Các đồ tạo tác bằng đá, trong đó có đồ theo kiểu văn hoá Hoà Bình, được phát hiện trong các di chỉ có niên đại từ thế Canh Tân muộn tại miền bắc Lào. Bằng chứng khảo cổ học cho thấy xã hội nông nghiệp phát triển trong thiên niên kỷ 4 TCN. Các đồ vật bằng đồng xuất hiện khoảng năm 1500 TCN, và các công cụ đồ sắt được biết đến từ năm 700 TCN. Thời kỳ lịch sử nguyên thủy có đặc điểm là tiếp xúc với các nền văn minh Trung Hoa và Ấn Độ. Theo bằng chứng ngôn ngữ học và lịch sử khác, các bộ lạc nói tiếng Thái di cư về phía tây nam đến các lãnh thổ Lào và Thái Lan ngày nay từ Quảng Tây khoảng giữa các thế kỷ 8 và 9.

### Lan Xang
Lào có nguồn gốc lịch sử từ Vương quốc Lan Xang (Triệu Voi) được Phà Ngừm thành lập vào thế kỷ XIV,:223. Phà Ngừm là hậu duệ của 1 dòng dõi quân chủ Lào, có tổ tiên là Mông Bì La Các. Phà Ngừm lập Phật giáo Thượng toạ bộ làm quốc giáo. Trong vòng 20 năm hình thành, vương quốc bành trướng về phía đông đến Chăm Pa và dọc Dãy Trường Sơn. Các triều thần không chịu được tính tàn nhẫn của Phà Ngừm nên họ đày Phà Ngừm đến khu vực mà sau thuộc tỉnh Nan của Thái Lan vào năm 1373.
Chao Anouvong bị người Xiêm phong làm vua chư hầu của Viêng Chăn. Anouvong khuyến khích phục hưng mỹ thuật và văn học Lào, cải thiện quan hệ với Luang Phrabang. Chao Anouvong tiến hành khởi nghĩa chống Xiêm La vào năm 1826, kết quả là thất bại và Viêng Chăn bị cướp phá.
1 chiến dịch quân sự của Xiêm La tại Lào vào năm 1876 bị 1 nhà quan sát Anh mô tả là đã "chuyển đổi thành một cuộc tập kích săn nô lệ quy mô lớn".

### Pháp thuộc

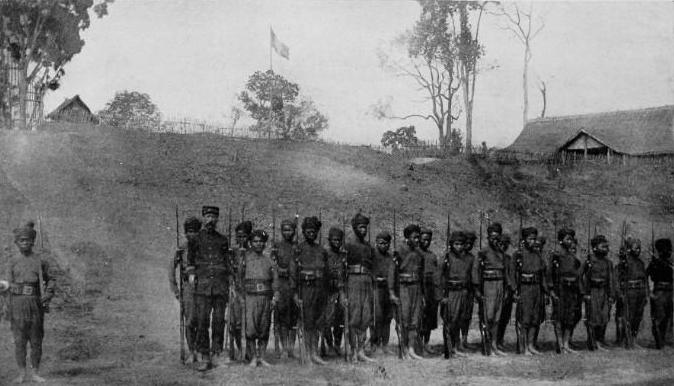
Binh sĩ Lào bản địa trong vệ binh thuộc địa Pháp, k. 1900.

Đến cuối thế kỷ 19, Luang Prabang bị Quân Cờ Đen từ Trung Quốc sang cướp phá.
Lào chưa từng quan trọng đối với Pháp, đây là 1 vùng đệm giữa Thái Lan chịu ảnh hưởng của Anh với Trung Kỳ và Bắc Kỳ. Trong thời gian cai trị, người Pháp đưa vào hệ thống sưu dịch, buộc mọi nam giới tại Lào đóng góp 10 ngày lao động chân tay mỗi năm cho chính phủ thực dân. Lào sản xuất thiếc, cao su và cà phê, không chiếm hơn 1% xuất khẩu của Đông Dương thuộc Pháp. Đến năm 1940, có khoảng 600 công dân Pháp sống tại Lào.
Trong Chiến tranh thế giới thứ hai, các lực lượng Pháp Vichy, Thái Lan, Đế quốc Nhật Bản, Pháp Tự do, Trung Quốc lần lượt chiếm đóng Lào. Ngày 9 tháng 3 năm 1945, 1 nhóm dân tộc chủ nghĩa tuyên bố Lào độc lập, thủ đô là Luang Prabang song đến ngày 7 tháng 4 năm 1945 binh sĩ Nhật Bản chiếm đóng thành phố.

### Độc lập

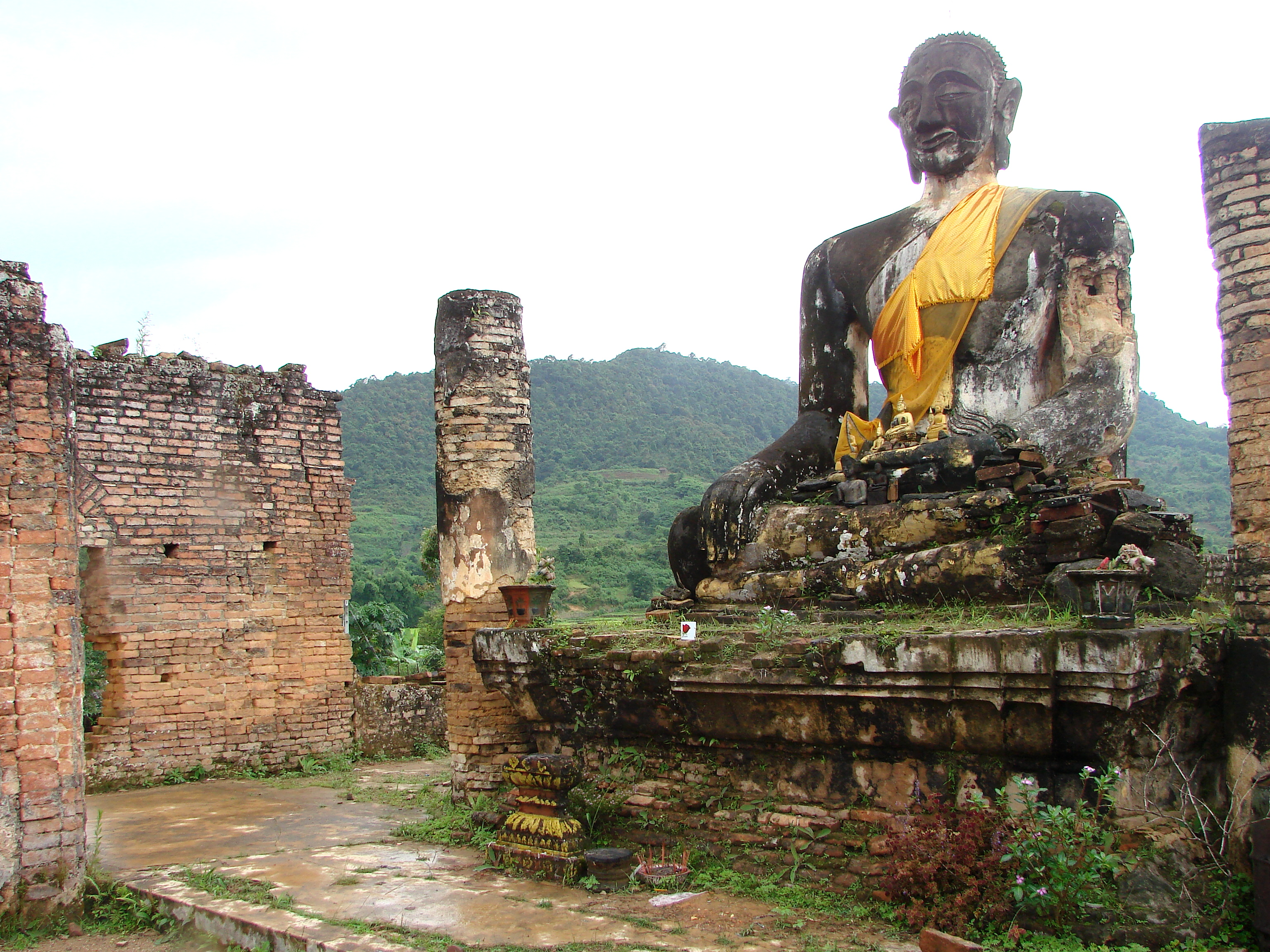
Di chỉ Muang Khoun bị bom Mỹ tàn phá trong thập niên 1960.

Cuộc oanh tạc trên không chống lại Pathet Lào và Quân đội nhân dân Việt Nam đã bị thực hiện bởi Hoa Kỳ để ngăn chặn sự sụp đổ của Chính phủ Hoàng gia Lào và từ chối việc sử dụng Đường mòn Hồ Chí Minh để tấn công lực lượng Hoa Kỳ tại Việt Nam Cộng hòa. Từ năm 1964 đến năm 1973, Hoa Kỳ ném 2 triệu tấn bom tại Lào, gần bằng lượng bom họ ném tại châu Âu và châu Á trong Chiến tranh thế giới thứ 2, khiến Lào trở thành quốc gia bị ném bom nặng nề nhất trong lịch sử nếu so với dân số; The New York Times lưu ý rằng "mỗi người Lào nhận gần một tấn bom." Khoảng 80 triệu quả bom không phát nổ và rải rác khắp đất nước, làm thiệt mạng hàng chục người Lào mỗi năm.
Năm 1975, Pathet Lào cùng Quân đội nhân dân Việt Nam lật đổ chính phủ Vương quốc Lào, buộc Quốc vương Savang Vatthana thoái vị vào ngày 2 tháng 12 năm 1975. Từ 20.000 đến 70.000 người Lào chết trong nội chiến.
Cuộc xung đột giữa phiến quân H'mong và Quân đội nhân dân Việt Nam cũng như Pathet Lào do Việt Nam hậu thuẫn tiếp tục tại các khu vực của Lào, bao gồm cả Vùng quân sự Saysaboune, Khu quân sự Xaisamboune gần tỉnh Viêng Chăn và tỉnh Xieng Khouang. Từ năm 1975 đến năm 1996, Hoa Kỳ tái định cư khoảng 250.000 người tị nạn Lào từ Thái Lan, trong đó có 130.000 người H'Mông.

## Địa lý

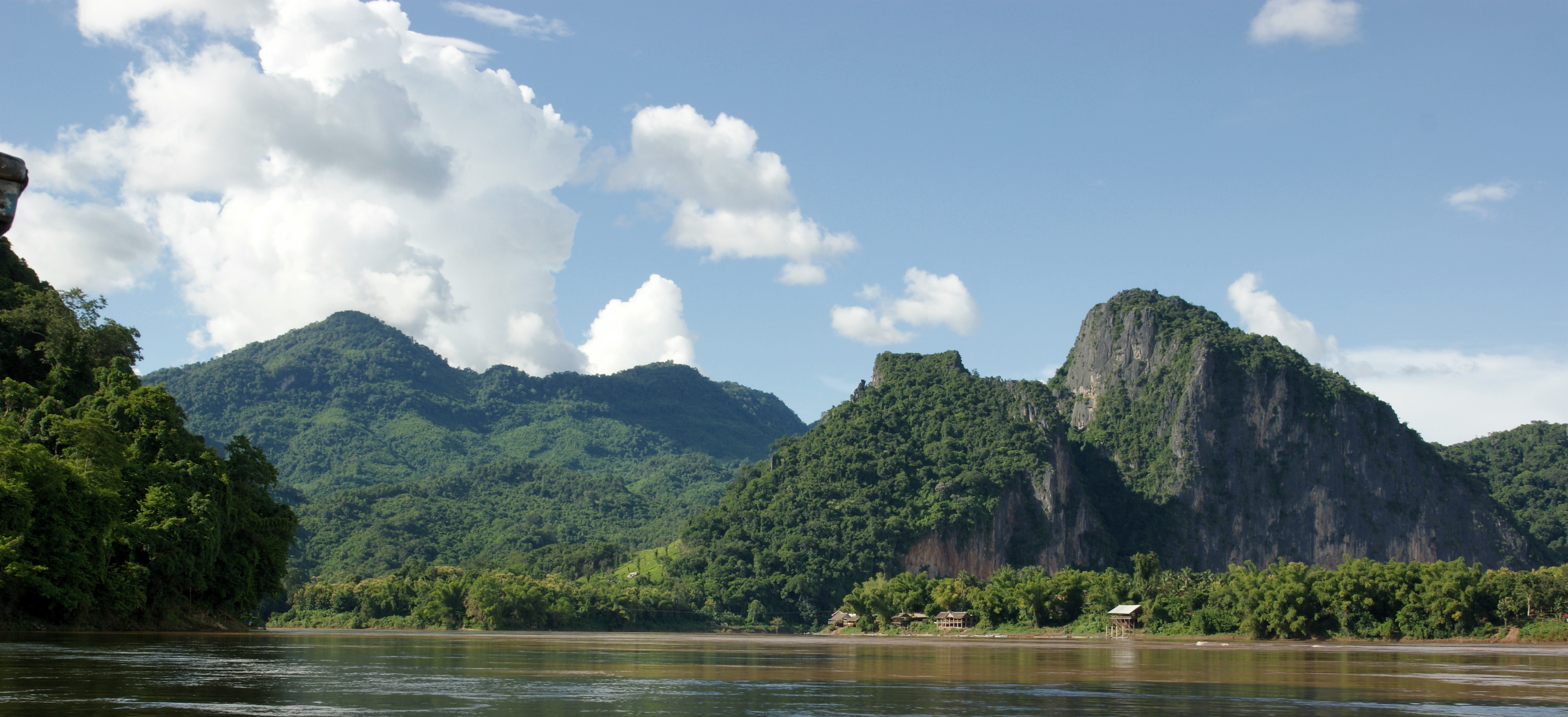
Sông Mê Kông chảy qua Luang Prabang.

Lào là quốc gia nội lục duy nhất tại Đông Nam Á, hầu hết lãnh thổ nắm giữa vĩ độ 14° và 23° Bắc, và kinh độ 100° và 108° Đông. Lào có cảnh quan rừng rậm, hầu hết là các dãy núi, đỉnh núi cao nhất là Phou Bia cao 2.818 m, cùng 1 số đồng bằng và cao nguyên. Sông Mê Kông tạo thành 1 đoạn biên giới phía tây với Thái Lan, còn dãy Trường Sơn tạo thành hầu hết biên giới phía đông với Việt Nam, dãy núi Luangprabang tạo thành biên giới tây bắc với các vùng cao Thái Lan. Có 2 cao nguyên là Xiangkhoang tại phía bắc và Bolaven tại phía nam.

### Khí hậu

Phân loại khí hậu Köppen của Lào

Lào có khí hậu nhiệt đới, chịu ảnh hưởng của gió mùa. Lào có thể được phân thành ba khu vực địa lý: bắc, trung và nam.
Năm 1993, chính phủ Lào dành ra 21% diện tích đất cho bảo tồn môi trường sống tự nhiên.

## Chính trị
Lào là một nhà nước cộng sản theo mô hình nhà nước dân chủ nhân dân. Đảng Nhân dân Cách mạng Lào là đảng cầm quyền và đảng hợp pháp duy nhất tại Lào. Tính đến  ngày 22 tháng 3 năm 2021, Thongloun Sisoulith là chủ tịch nước Lào kiêm Tổng Bí thư Đảng Nhân dân Cách mạng Lào.
Hiến pháp đầu tiên của Lào được ban hành vào ngày 11 tháng 5 năm 1947, thành lập Vương quốc Lào thuộc Liên hiệp Pháp. Hiến pháp được sửa đổi vào ngày 11 tháng 5 năm 1957, loại bỏ các điều khoản Liên hiệp Pháp, nhưng duy trì các mối quan hệ giáo dục, y tế, kỹ thuật với Pháp. Hiến pháp năm 1957 bị bãi bỏ vào tháng 12 năm 1975, khi Cộng hòa Dân chủ Nhân dân Lào. Hiến pháp hiện hành được ban hành vào năm 1991, hiến định "vai trò lãnh đạo" của Đảng Nhân dân Cách mạng Lào.
Năm 2016, Lào được tạp chí The Economist phân loại là một "chế độ chuyên chế", với chỉ số dân chủ thấp nhất trong số chín quốc gia thành viên ASEAN. Theo Chỉ số Dân chủ V-Dem, Lào là một nhà nước chuyên chế vào năm 2024.

### Đối ngoại
Sau Chiến tranh Lạnh, Lào bắt đầu tăng cường mối quan hệ ngoại giao với cộng đồng quốc tế, đặc biệt là Nga, Trung Quốc, Thái Lan, Úc, Đức, Ý, Nhật Bản và Thụy Sĩ. Hoa Kỳ bình thường hóa quan hệ thương mại với Lào vào tháng 11 năm 2004. Lào gia nhập Hiệp hội các quốc gia Đông Nam Á vào tháng 7 năm 1997 và Tổ chức Thương mại Thế giới vào năm 2016. Năm 2005, Lào tham dự Hội nghị cấp cao Đông Á đầu tiên.

### Phân cấp hành chính

Tỉnh của Lào

Về mặt hành chính, Lào được chia thành 17 tỉnh và thủ đô Viêng Chăn. Các tỉnh chia thành huyện (muang) rồi đến bản (ban). 1 bản "đô thị" về cơ bản là 1 thị trấn.
| №  | Tỉnh             | Thủ phủ                                    | Diện tích (km²) | Dân số (năm 2019) |
| -- | ---------------- | ------------------------------------------ | --------------- | ----------------- |
| 1  | Attapeu          | Attapeu (Samakkhixay)                      | 10.320          | 114.300           |
| 2  | Bokeo            | Ban Houayxay (Houayxay)                    | 6.196           | 149.700           |
| 3  | Bolikhamxai      | Paksan (Paksan)                            | 14.863          | 214.900           |
| 4  | Champasak        | Pakse (Pakse)                              | 15.415          | 575.600           |
| 5  | Hua Phan         | Xam Neua (Xamneua)                         | 16.500          | 322.200           |
| 6  | Khammuane        | Thakhek (Thakhek)                          | 16.315          | 358.800           |
| 7  | Luang Namtha     | Luang Namtha (Namtha)                      | 9.325           | 150.100           |
| 8  | Luang Prabang    | Luang Prabang (Louangprabang)              | 16.875          | 408.800           |
| 9  | Oudomxay         | Xay (Xay)                                  | 15.370          | 275.300           |
| 10 | Phongsaly        | Phongsali (Phongsaly)                      | 16.270          | 199.900           |
| 11 | Xayabury         | Xayabury (Xayabury)                        | 16.389          | 382.200           |
| 12 | Salavan          | Salavan (Salavan)                          | 10.691          | 336.600           |
| 13 | Savannakhet      | Kaysone Phomvihane (trước là Khanthaboury) | 21.774          | 721.500           |
| 14 | Sekong           | Sekong (Lamarm)                            | 7.665           | 83.600            |
| 15 | Viêng Chăn (khu) | Viêng Chăn                                 | 3.290           | 1.001.477         |
| 16 | Viêng Chăn       | Phonhong (Phonhong)                        | 15.927          | 373.700           |
| 17 | Xiengkhuang      | Phonsavan (hay Pek)                        | 15.880          | 229.521           |
| 18 | Xaisomboun       | Xaisomboun                                 | 4.506           | 82.000            |

## Kinh tế

GDP bình quân đầu người của Lào từ năm 1950 đến năm 2018

Năm 2009, Hoa Kỳ tuyên bố Lào không còn là nước Marx–Lenin và bỏ lệnh cấm các công ty Lào nhận tài chính từ Ngân hàng Xuất nhập khẩu Hoa Kỳ. Năm 2011, Sở Giao dịch Chứng khoán Lào đi vào hoạt động. Năm 2016, Trung Quốc là nhà đầu tư nước ngoài lớn nhất tại Lào, tính luỹ kế họ đã đầu tư 5,395 tỷ USD trong giai đoạn 1989–2014, xếp thứ nhì và thứ ba trong giai đoạn này là Thái Lan (4,489 tỷ USD) và Việt Nam (3,108 tỷ USD)..
Nông nghiệp tự cấp chiếm một nửa GDP và tạo 80% số việc làm. 4,01% diện tích lãnh thổ là đất canh tác và 0,34% diện tích lãnh thổ bị sử dụng làm đất trồng trọt, đây là tỷ lệ thấp nhất trong Tiểu vùng Sông Mekong Mở rộng. Lúa chi phối nông nghiệp Lào do khoảng 80% diện tích đất canh tác dành cho trồng lúa. Khoảng 77% nông hộ Lào tự cung cấp gạo. Sản lượng lúa tăng 5% mỗi năm từ năm 1990 đến năm 2005 nhờ cải tiến về giống và cải cách kinh tế, Lào lần đầu đạt được cân bằng ròng về xuất nhập khẩu gạo vào năm 1999. Từ năm 1995, chính phủ Lào làm việc cùng Viện Nghiên cứu Lúa Quốc tế tại Philippines nhằm thu thập các mẫu hạt của hàng nghìn giống lúa tại Lào.

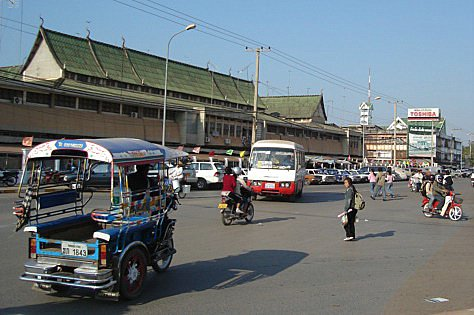
Chợ sáng tại Viêng Chăn.

Kinh tế Lào nhận viện trợ phát triển từ IMF, ADB, các nguồn quốc tế khác, và đầu tư trực tiếp nước ngoài về phát triển xã hội, công nghiệp thủy điện và khai mỏ.
Lào nhập khẩu dầu khí. Chính phủ hy vọng thu hút đầu tư nước ngoài để phát triển các mỏ than, vàng, bô xít, thiếc, đồng và kim loại khác. Nguồn tài nguyên nước và địa hình núi non cho phép Lào sản xuất và xuất khẩu thủy điện. Lào xuất khẩu điện sang Thái Lan và Việt Nam.
Ngành du lịch Lào đạt gần 4,7 triệu du khách quốc tế trong năm 2015, đông nhất là khách Thái Lan (2,32 triệu), Việt Nam (1,19 triệu) và Trung Quốc (0,51 triệu) Du lịch đóng góp 679,1 triệu USD cho GDP vào năm 2010, dự tính tăng lên 1,5857 tỷ USD vào năm 2020. Năm 2010, 1/10,9 số công việc là trong lĩnh vực du lịch. Thu nhập xuất khẩu từ du khách quốc tế và hàng hóa du lịch dự kiến tăng lên 484,2 triệu USD vào năm 2020, chiếm 12,5% xuất khẩu.
Tại Lào, người Hoa là thế lực chi phối nền kinh tế. Lào có khoảng 13 đặc khu kinh tế của Trung Quốc, trong đó có Đặc khu Kinh tế Tam giác vàng (GTSEZ) rộng 10.000 hecta. Paul Chamber, giám đốc nghiên cứu của Viện nghiên cứu các vấn đề Đông Nam Á tại Thái Lan, cho biết: "Phía bắc nước Lào giờ đây đã gần như bị biến thành một đất nước Trung Quốc mới". Năm 2014, nhiều người dân Lào sống tại GTSEZ biểu tình chống lại việc chính quyền giải tỏa và thu hồi đất để mở rộng đặc khu kinh tế này. Theo lời của chuyên gia tư vấn Linh tại Bokeo: "Trung Quốc sẽ tiếp tục xây dựng mối quan hệ tại đây và có thể biến Lào thành một Tây Tạng kế tiếp".

## Nhân khẩu

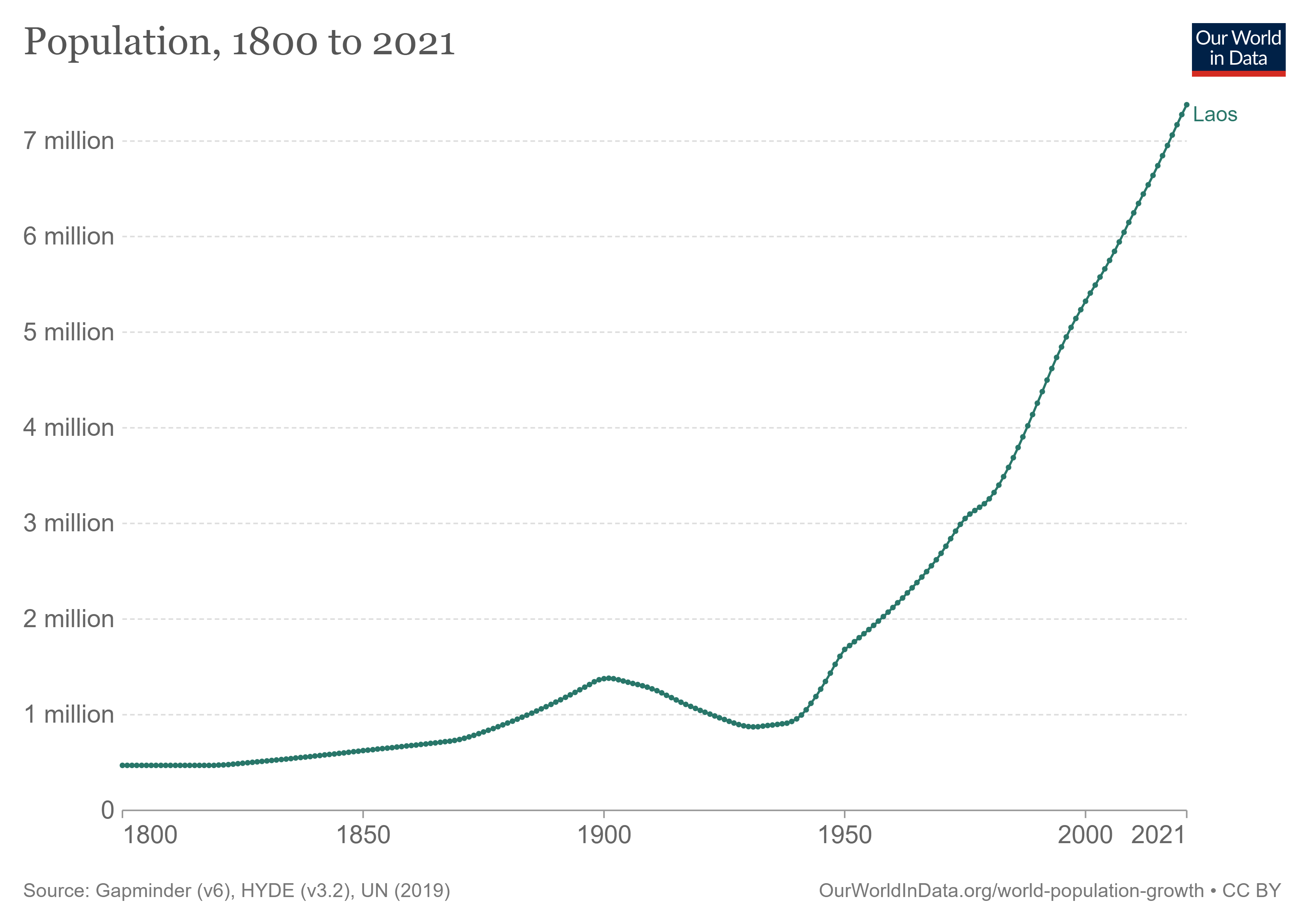
Dân số Lào (triệu người) từ năm 1800 đến năm 2021

Năm 2024, dân số của Lào ước tính là 7.953.556 người. Lào là quốc gia đông dân thứ 103 trên thế giới.

### Dân tộc
Hơn nửa dân số (60%) là người Lào, chiếm phần lớn cư dân vùng thấp. Người Lào thuộc nhóm ngôn ngữ Thái, họ bắt đầu di cư từ Trung Quốc về phía nam vào thiên niên kỷ 1. 10% dân số là các nhóm vùng thấp khác, họ cùng với người Lào hợp thành Lào Loum. Tại vùng núi miền trung và miền nam, các bộ lạc Môn-Khmer gọi chung là Lào Theung, hay Lào vùng giữa, chiếm ưu thế. Họ từng là cư dân bản địa tại miền bắc Lào. 1 số người Việt, Hoa và Thái vẫn ở lại, đặc biệt là tại các đô thị, và có những người dời đi khi Lào độc lập vào thập niên 1940, có những người trong số họ tái định cư tại Việt Nam, Hồng Kông hay sang Pháp. Lào Theung chiếm khoảng 30% dân số. Các dân tộc vùng cao như H'Mông, Dao, Shan và 1 số dân tộc Tạng-Miến sống trong các khu vực cô lập tại Lào. Các bộ lạc vùng đồi núi có nguồn gốc hỗn hợp về dân tộc/văn hóa-ngôn ngữ tại miền bắc Lào bao gồm người Lua và người Khơ Mú, họ là dân tộc bản địa của Lào. Các dân tộc này gọi chung là Lào Soung hay Lào vùng cao. Người Lào Soung chiếm khoảng 10% dân số.

### Ngôn ngữ
Tiếng Lào là ngôn ngữ chính thức của Lào, là ngôn ngữ có thanh điệu thuộc nhóm ngôn ngữ Thái. Hơn một nửa dân số nói tiếng Lào bản ngữ, phần còn lại nói các dân tộc thiểu số, đặc biệt là ở nông thôn. Chữ cái Lào tiến triển trong khoảng giữa thế kỷ 13 và 14, bắt nguồn từ chữ viết Khmer cổ và tương đồng với chữ Thái Lan. Ngoài ra, còn có các ngôn ngữ thiểu số như tiếng Khơ Mú và tiếng H'Mông, đặc biệt là tại vùng giữa và vùng cao.
Tiếng Pháp được sử dụng trong hành chính và thương mại và Lào là một thành viên của Cộng đồng Pháp ngữ. Năm 2010, ước tính có khoảng 173.800 người nói tiếng Pháp tại Lào. Tiếng Anh có xu hướng thay thế tiếng Pháp như là ngôn ngữ thứ hai chính của Lào.

### Tôn giáo
Tôn giáo tại Lào (2021)
Năm 2005, 67% dân số Lào theo Phật giáo Thượng tọa bộ, 1,5% theo Kitô giáo và 31,5% theo các tôn giáo khác hoặc không xác định.

### Y tế
Tuổi thọ dự tính khi sinh của nam giới Lào là 60,85 năm, còn của nữ giới là 64,76 năm tính đến 2012. Tuổi thọ triển vọng khỏe mạnh là 54 năm vào năm 2007. Năm 2008, 43% dân số không được tiếp cận nguồn nước vệ sinh, con số này giảm còn 33% vào năm 2010.

### Giáo dục
Tỷ lệ biết chữ của người thành niên tại Lào vượt quá 66%. Tỷ lệ biết chữ của nam giới cao hơn của nữ giới. Tỷ lệ biết chữ đạt 73% theo ước tính vào năm 2010. Năm 2004, tỷ lệ nhập học tiểu học đạt 84%.

## Văn hóa

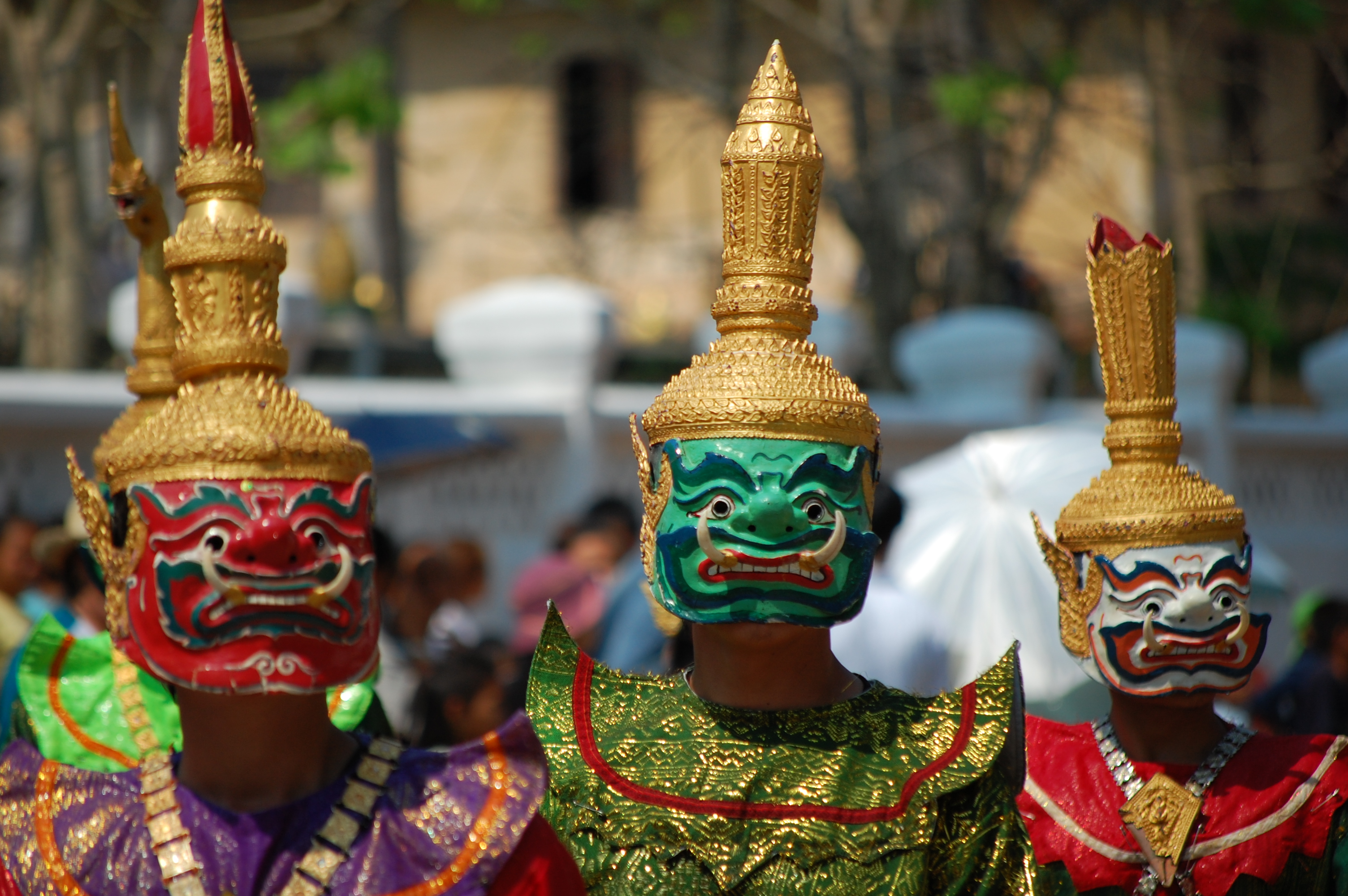
Vũ công Lào trong dịp tết.

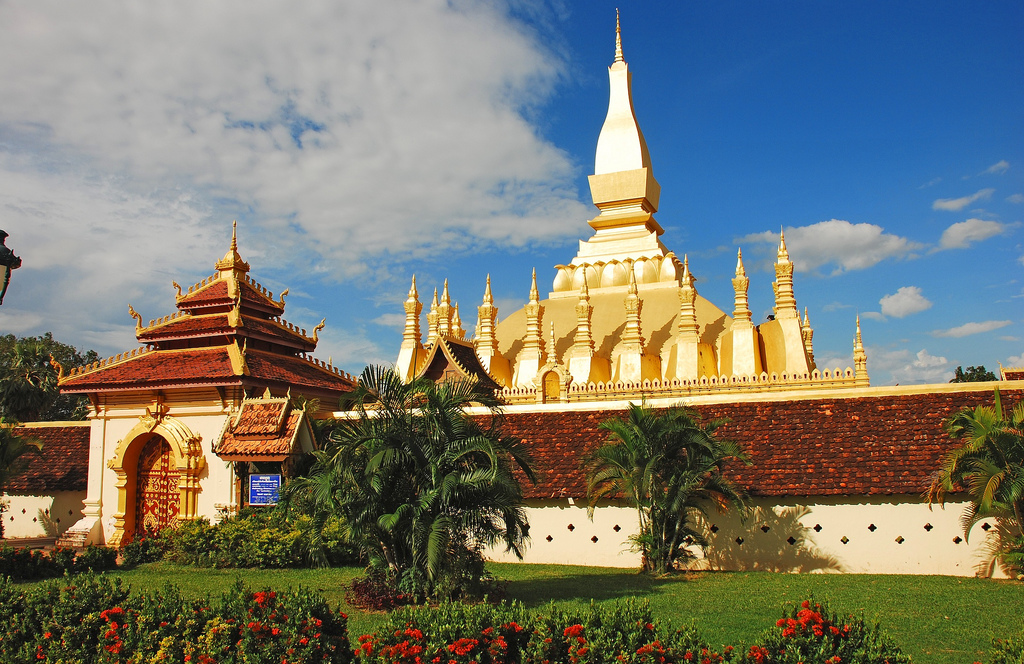
Pha That Luang tại Viêng Chăn là biểu trưng quốc gia của Lào.

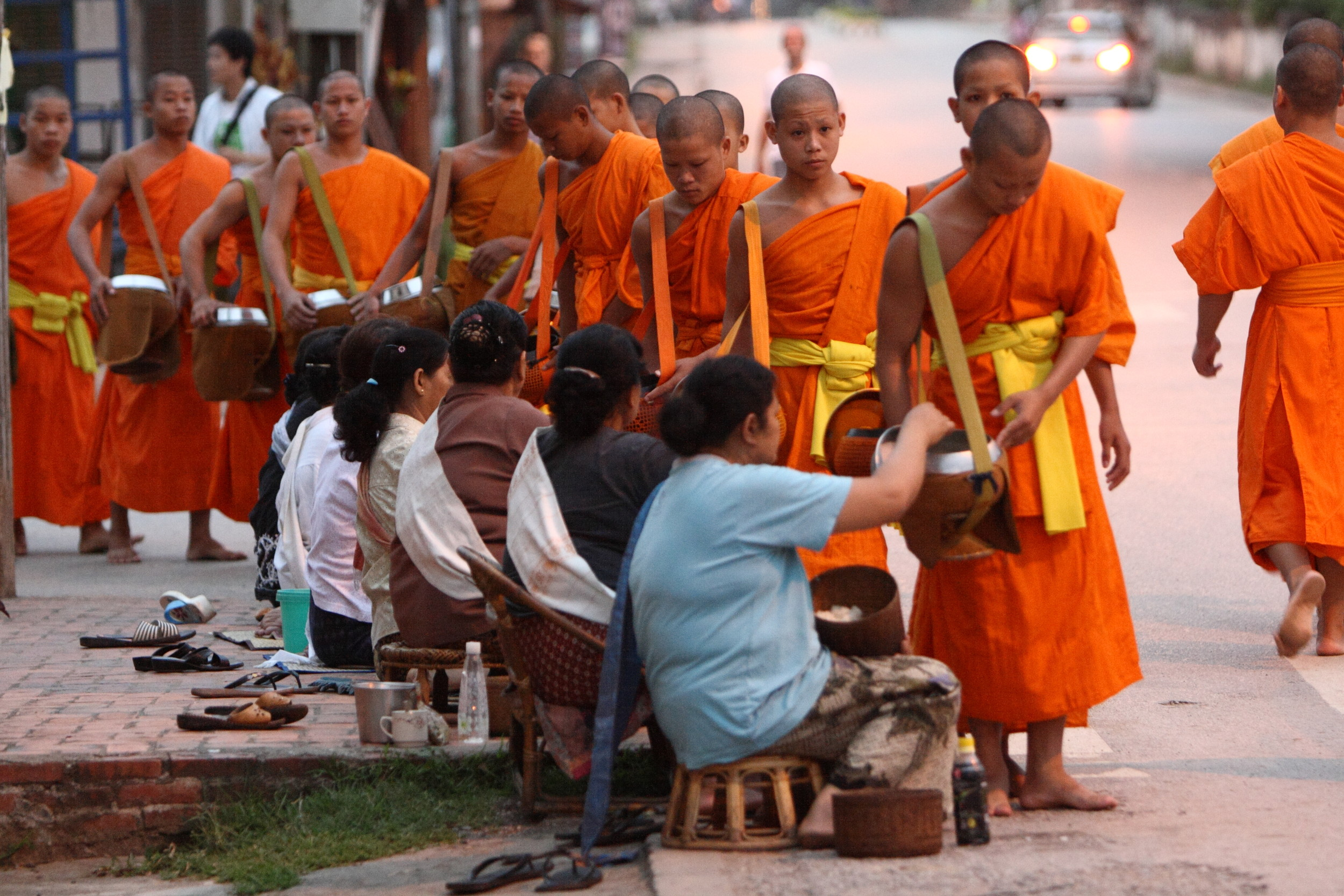
Các nhà sư khất thực tại Luang Prabang.

### Ẩm thực
Gạo nếp là loại lương thực đặc trưng và có ảnh hưởng văn hóa và tôn giáo đối với người Lào. Tồn tại những truyền thống và nghi lễ liên quan đến sản xuất lúa trong các môi trường khác nhau và trong những dân tộc. Chẳng hạn, các nông dân Khơ Mú tại Luang Prabang trồng loại lúa Khao Kam gần lều để tưởng nhớ mẹ cha đã mất, hoặc tại góc ruộng để thể hiện mẹ cha vẫn sống.

### Truyền thông

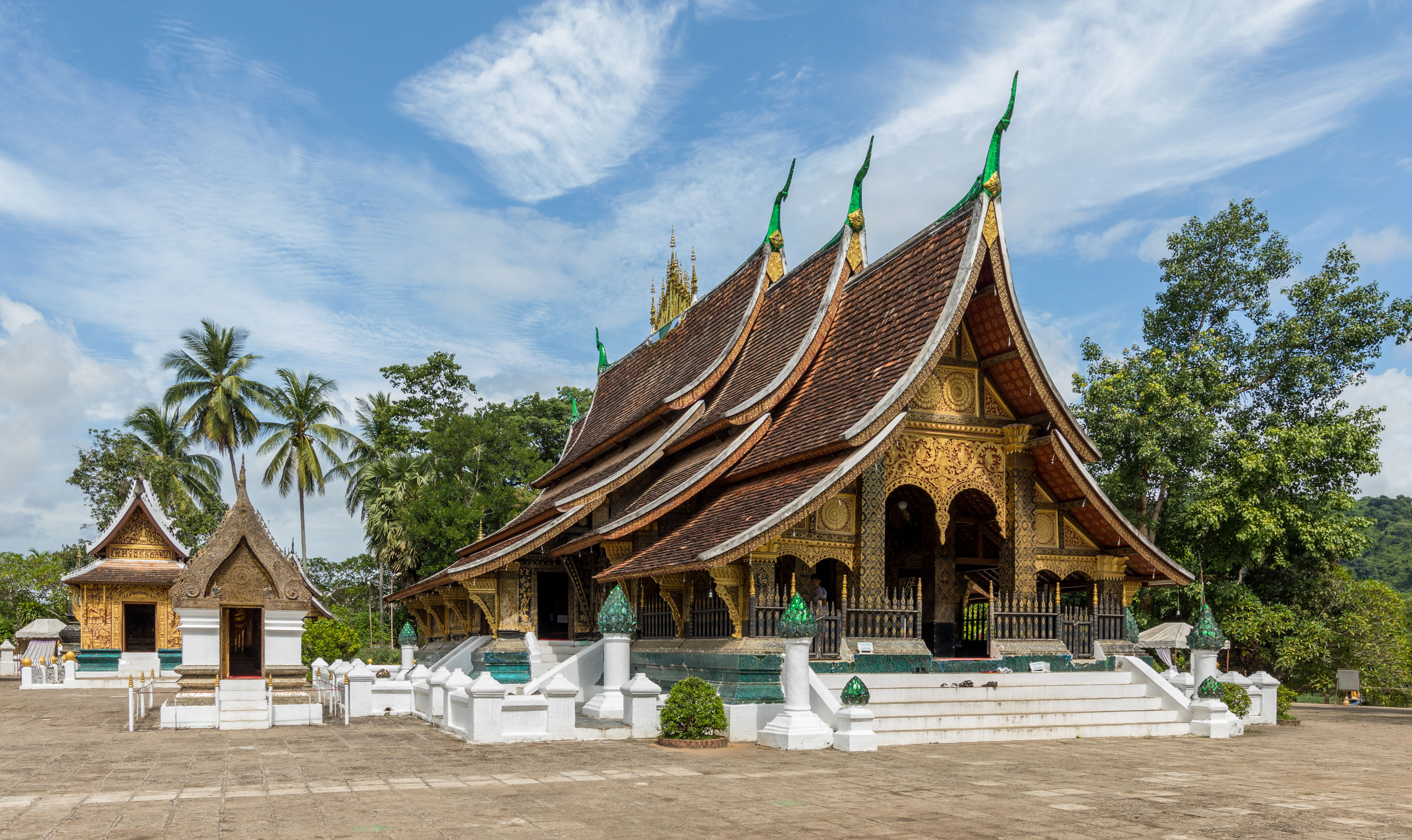
Chùa Wat Xieng Thong, Luang Prabang.

Báo chí do chính quyền phát hành có nhật báo Anh ngữ Vientiane Times và tuần báo Pháp ngữ Le Rénovateur. Thông tấn xã chính thức của quốc gia là Khao San Pathet Lao. Lào có 9 nhật báo, 90 tạp chí, 43 đài phát thanh, và 32 đài truyền hình hoạt động. Tính đến  năm 2011, Báo Nhân Dân của Việt Nam và Tân Hoa xã của Trung Quốc là các tổ chức truyền thông ngoại quốc được phép mở văn phòng tại Lào.

### Điện ảnh
1 trong các phim thương mại là Sabaidee Luang Prabang, sản xuất vào năm 2008. Nhà làm phim người Úc Kim Mordount sản xuất The Rocket tại Lào với dàn diễn viên nói tiếng Lào, phim xuất hiện trong Liên hoan Phim quốc tế Melbourne 2013 và thắng 3 giải tại Liên hoan Phim quốc tế Berlin. 1 vài công ty sản xuất địa phương kế tục sản xuất các phim Lào và giành được công nhận quốc tế. Trong số đó có At the Horizon do Anysay Keola làm đạo diễn và Chanthaly do Mattie Do làm đạo diễn.

### Thể thao
Muay Lào là môn thể thao quốc gia của Lào.